# Surveytainment
Als Surveytainment werden in der Online-Marktforschung Ansätze der Fragebogenkonstruktion bezeichnet, die sich durch ein hohes Maß Benutzerfreundlichkeit auszeichnen und optisch ansprechend sind. Ziel ist es, die Motivation der Umfrageteilnehmer zu steigern.

## Abgrenzung zu Gamification
Im Gegensatz zur Gamification geht es nicht darum, neue Instrumente für die Erhebung zu entwickeln, sondern bestehende Fragetypen ansprechend zu gestalten. Surveytainment legt das Augenmerk also vor allem auf Usability. Surveytainment hat somit vor allem etwas mit dem Interfacedesign eines Fragebogens zu tun.